# (11000) 1978 VE6
1978 في إي 6 (ويعرف أيضًا باسم (11000) 1978 في إي 6 وفق تسمية الكوكب الصغير) (بالإنجليزية: 1978 VE6)‏ هو كويكب ضمن حزام الكويكبات؛ وترتيبه 11000 من حيث الاكتشاف.
اكتُشف هذا الجُرم الفلكي بواسطة شيلت جون بوبي في 6 نوفمبر 1978.

## وصلات خارجية
- (11000) 1978 VE6 في قاعدة بيانات مختبر الدفع النفاث لأجرام النظام الشمسي الصغيرة

- الاكتشاف · مخطط المدار ·  العناصر المدارية · المعلمات المادية

- (11000) 1978 VE6 على موقع ويكي سكاي: DSS2, SDSS, GALEX, IRAS, Hydrogen α, X-Ray, Astrophoto, Sky Map, Articles and images